# 道斯陨石坑
道斯陨石坑（Dawes）是位于月球正面澄海东南的一座年轻小撞击坑，约形成于11亿年前的哥白尼纪，其名称取自英国天文学家威廉·鲁特·道斯(William Rutter Dawes，1799年-1868年)，1935年被国际天文学联合会批准接受。

## 描述

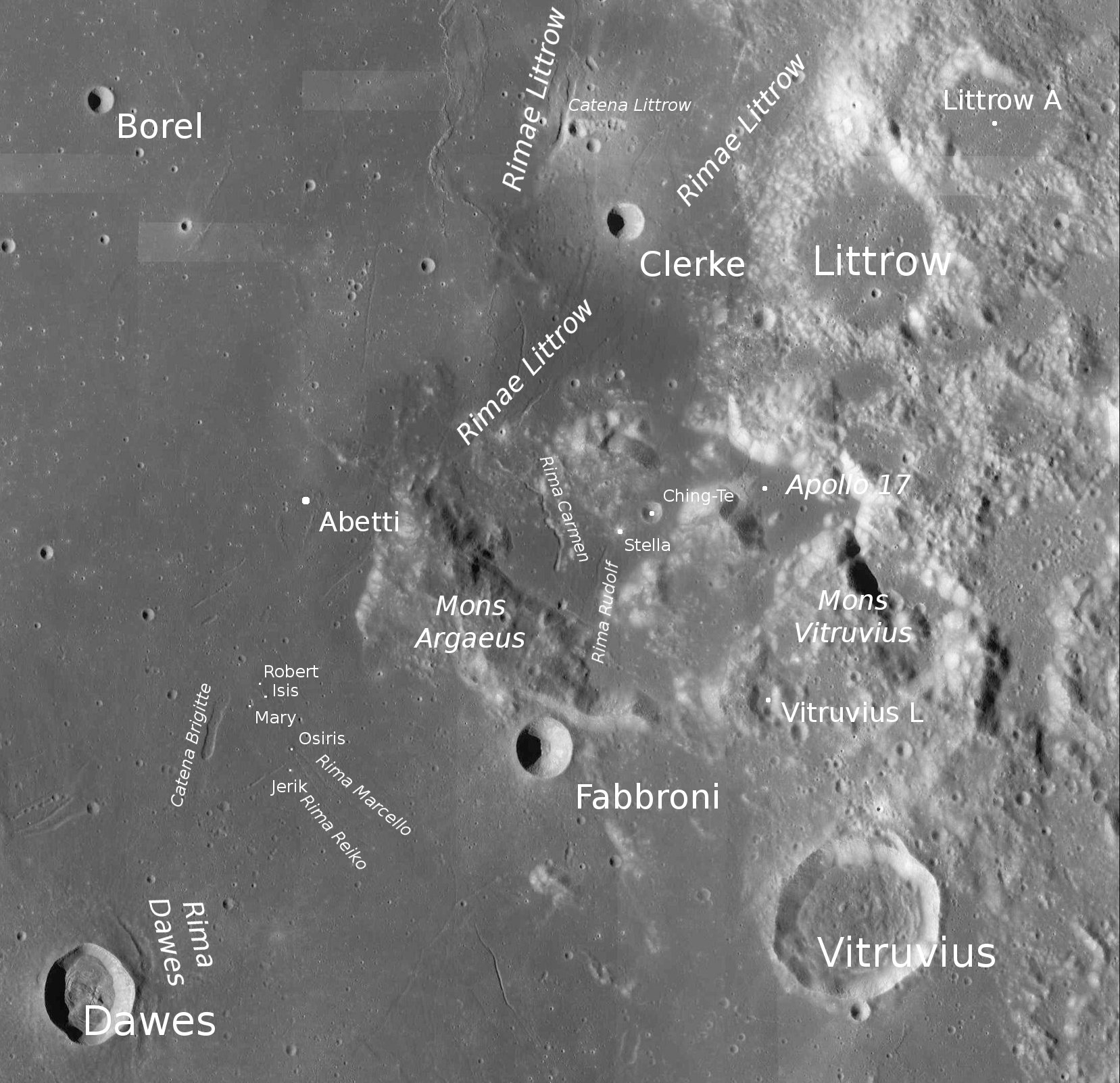
道斯陨石坑的周边，月球勘测轨道飞行器拍摄。

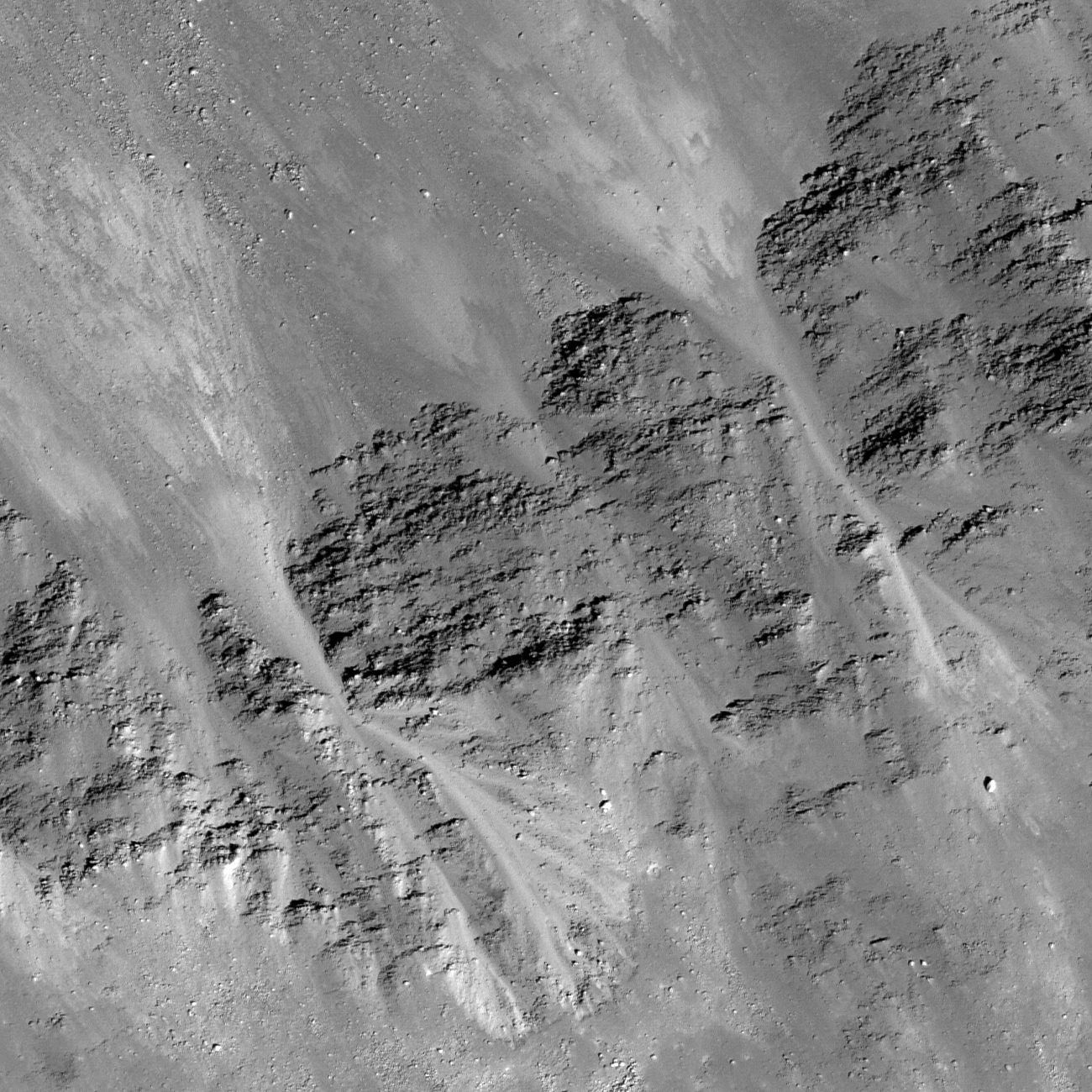
道期陨石坑内侧坡上的碎岩，清楚地显示了澄海玄武岩熔岩层，月球勘测轨道飞行器拍摄。

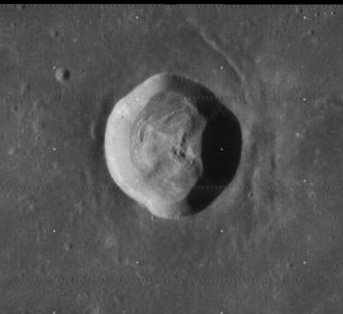
月球轨道器4号拍摄的道斯陨石坑

该陨坑西侧和北面分别毗邻较小的布拉开陨石坑和博雷尔陨石坑、东北聚集了一群更小的玛丽、罗伯特、伊西斯、杰里克及奥西里斯等月坑，略小的法布隆尼陨石坑位于它的东北偏东、东面及东南则散布了维特鲁威陨石坑、贝克托夫陨石坑及扬松陨石坑，而它的南面和西南则横亘着卡雷尔陨石坑和普林尼陨石坑。沿道斯陨石坑的西面还分布有"普林尼月溪"和"阿切鲁西亚岬"；西北绵延着尼科尔山脊和利斯特山脊；碧姬链坑、阿尔加山和卡门月溪位于的它东北，东南则延伸着弯曲的扬松月溪；它的西南偏西正对着蜿蜒的海玛斯山脉和广袤的静海。该陨坑中心月面坐标为17°13′N 26°20′E / 17.21°N 26.34°E，直径17.60公里，深约2.806公里。
道斯陨石坑外观类似扁平的椭圆形，几乎未受到后期的撞击侵蚀，坑壁边沿尖峭、内侧壁陡峭，西侧坑壁连接了道斯月溪。该陨坑平均高出周边地形740米，坑底表面崎岖坎坷，中部稍微隆起，略暗的地表上几乎布满重重叠叠的涡漩状沉积物，大部分是崩塌或喷发回落的碎岩。
对该陨坑详细的研究显示，它的内侧坡上分布有大量的纵向沟壑和深槽，据推测这些结构可能是由微陨石撞击所引起的山体岩石滑坡，火星上一些撞击坑的内侧斜坡上也出现了这种类似的沟状结构。
道斯陨石坑已被月球及行星观测者协会(ALPO)列入《内侧壁坡带有深色辐射纹的撞击坑列表》，也是月食期间曾记录到的表面温度发生异常的月球陨坑之一，主要是其地质龄不长，表面尚未形成能产生隔热作用的表岩屑覆盖层所致，该现象是年轻陨石坑的一种典型特征。

## 另请参阅
- Andersson, L. E.; Whitaker, E. A. . NASA RP-1097. 1982.
- Blue, Jennifer. . USGS. July 25, 2007  [2007-08-05]. （原始内容存档于2014-09-24）.
- Bussey, B.; Spudis, P. . New York: Cambridge University Press. 2004. ISBN 978-0-521-81528-4.
- Cocks, Elijah E.; Cocks, Josiah C. . Tudor Publishers. 1995. ISBN 978-0-936389-27-1.
- McDowell, Jonathan. . Jonathan's Space Report. July 15, 2007  [2007-10-24]. （原始内容存档于2018-12-25）.
- Menzel, D. H.; Minnaert, M.; Levin, B.; Dollfus, A.; Bell, B. . Space Science Reviews. 1971, 12 (2): 136–186. Bibcode:1971SSRv...12..136M. doi:10.1007/BF00171763.
- Moore, Patrick. . Sterling Publishing Co. 2001. ISBN 978-0-304-35469-6.
- Price, Fred W. . Cambridge University Press. 1988. ISBN 978-0-521-33500-3.
- Rükl, Antonín. . Kalmbach Books. 1990. ISBN 978-0-913135-17-4.
- Webb, Rev. T. W.  6th revised. Dover. 1962. ISBN 978-0-486-20917-3.
- Whitaker, Ewen A. . Cambridge University Press. 1999. ISBN 978-0-521-62248-6.
- Wlasuk, Peter T. . Springer. 2000. ISBN 978-1-85233-193-1.